# Avioane Craiova
Avioane Craiova S.A. je romunsko letalsko podjetje, ki ima sedež v kraju Ghercești, blizu Craiove v Romuniji. Ustanovljeno je bilo leta 1972. Podjetje je pri razvoju letal sodelovalo z romunskimi podjetji Aerostar Bacău, IAR Brașov in tudi z jugoslovanskim SOKO. S slednjim so razvili Soko J-22 Orao in IAR-93.
V 1980-ih so sodelovali z romunskim inštitutom za letalsko tehniko pri razvoju lahkega trenažerja in jurišnika IAR-99. Z izraelskim Elbitom so razvili modernizirano verzijo IAR-99 Soim. 

## Letala
- IAR-93 Vultur
- IAR-99 Standard
- IAR-99 Șoim

## Projekti
- IAR-95 Spey - projekt lahkega nadzvočnega lovca
- IAR-109 Swift - nov reaktivni trenažer